# Elio Juárez
Elio Juárez (* 18. April 1942 im Departamento Cerro Largo) ist ein ehemaliger uruguayischer Radrennfahrer.

## Sportliche Laufbahn
Juárez war Teilnehmer der Olympischen Sommerspiele 1964 in Tokio. Dort startete er im Bahnradsport. Mit dem Vierer Uruguays bestritt er die Mannschaftsverfolgung. Das Team mit Óscar Almada, Rubén Etchebarne, Elio Juárez und Juan José Timón schied in der Qualifikation aus.